# Jagertee
Jagertee é uma bebida alcoólica feita com a mistura de rum e chá preto. É servido quente e tipicamente consumido durante o inverno em algumas regiões frias da Europa Central
Embora o Jagertee seja facilmente feito em casa, existem misturas já contendo açúcar e especiarias vendidas em algumas lojas. É muito popular nos Alpes, especialmente entre os turistas.

## Etimologia
O nome Jagertee é derivado do idiomas Austro-bávaro significando Jäger = caçador + Tee = chá.